# Alan McIntyre
Alan McIntyre, född den 20 september 1949 i Whanganui, är en nyzeeländsk landhockeyspelare.
Han tog OS-guld i herrarnas landhockeyturnering i samband med de olympiska landhockeytävlingarna 1976 i Montréal.